# Décennie 1900 aux échecs
 Chronologie des échecs – Décennie 1900-1909

## Année 1900
- décès de Wilhelm Steinitz

## Année 1905
- décès de Arnous de Rivière
- décès de James Mason

## Année 1906
- décès de Harry Nelson Pillsbury

## Année 1907
- Emanuel Lasker bat aisément Frank Marshall lors d'un match comptant pour le titre de Champion du monde

## Année 1908
- Emanuel Lasker, partisan de l'analyse concrète des positions, défait Siegbert Tarrasch, « le croyant en la solidité de la structure logique du jeu »[1], et conserve ainsi son titre de Champion du monde.

- décès de Mikhaïl Tchigorine
- décès de Henry Bird

## Année 1909
- Emanuel Lasker et Akiba Rubinstein remportent le tournoi de Saint-Pétersbourg.